# Hohenzollernring (Bayreuth)

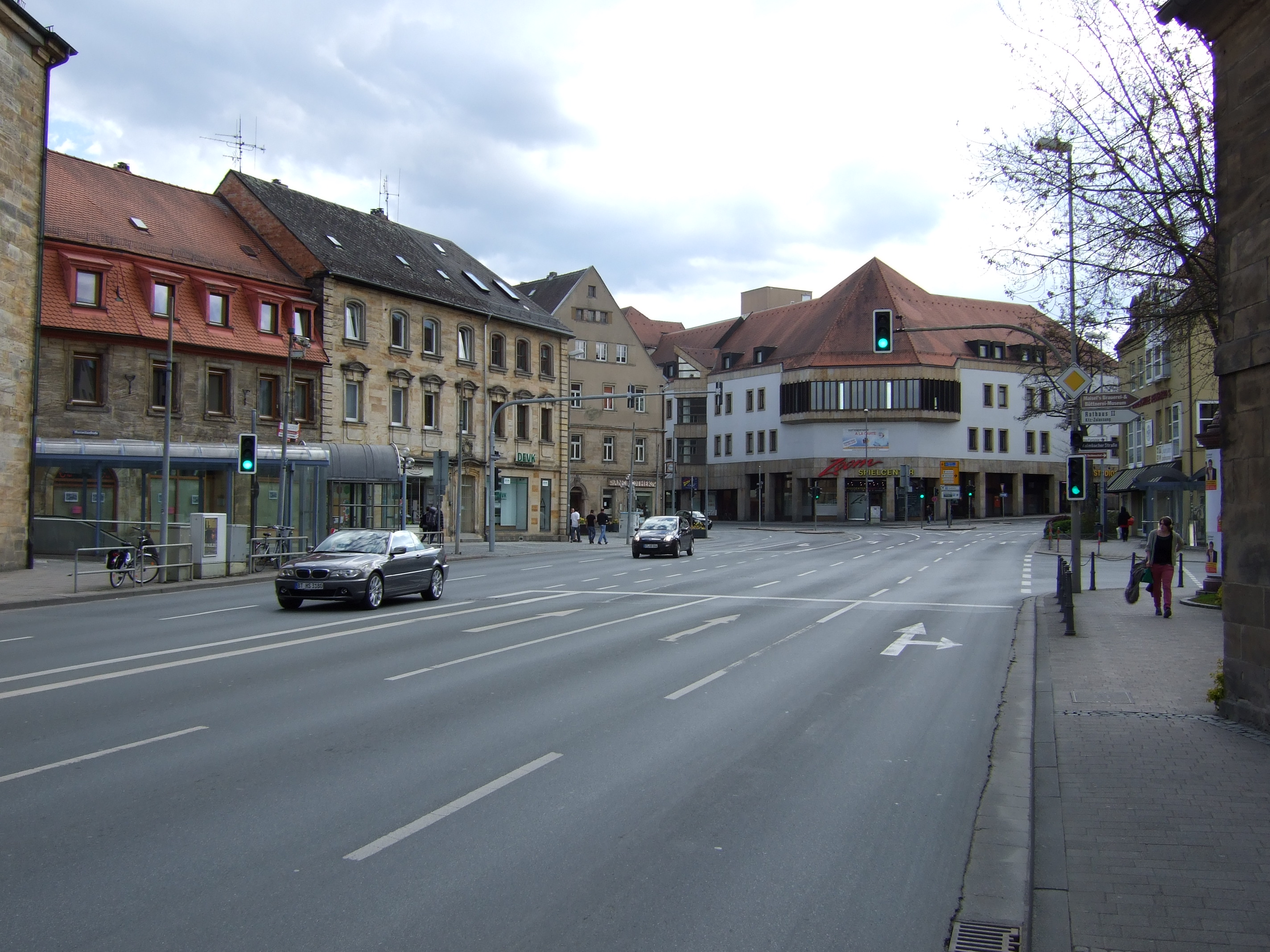
Hohenzollernring im Kreuzungsbereich mit dem Wittelsbacherring, der Erlanger Straße und der Kulmbacher Straße

Der Hohenzollernring ist eine 1,8 km lange vierspurige Straße in der oberfränkischen Stadt Bayreuth. Namengebend ist das Fürstengeschlecht der Hohenzollern; als Burggrafen von Nürnberg und später Markgrafen von Bayreuth waren Hohenzollern von 1248 bis 1806 die örtlichen Landesherren.

## Vorgeschichte

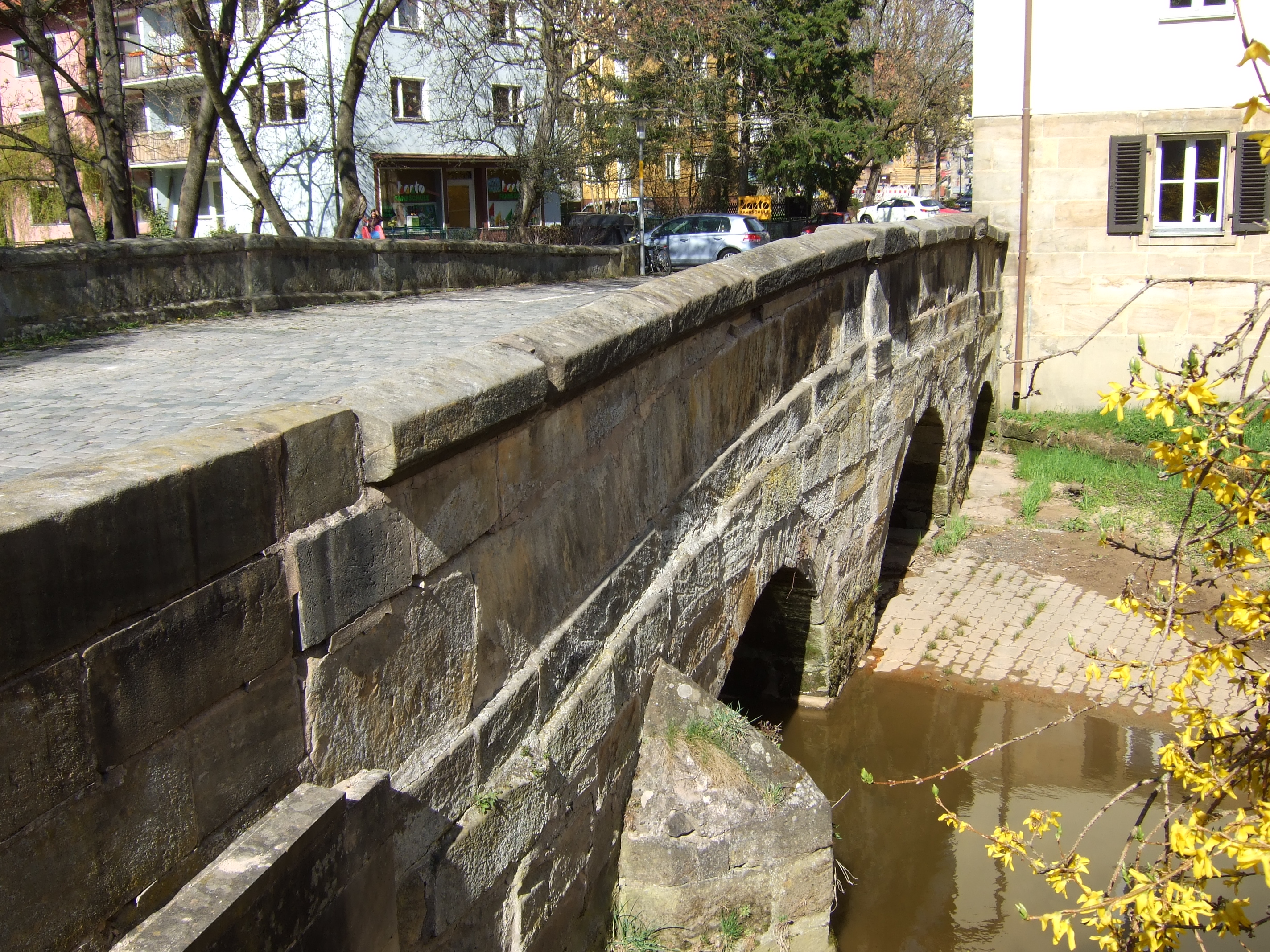
Sendelbachbrücke in Moritzhöfen

Bayreuth liegt am Schnittpunkt dreier Fernstraßen, den heutigen Bundesstraßen 2, 22 und 85. Noch in den frühen 1970er Jahren trafen die B 22 und die B 85 in Höhe der Spitalkirche aufeinander und folgten gemeinsam von Westen nach Osten der Maximilianstraße, einem Marktplatz des Typs Bayerischer Straßenmarkt. Am Sternplatz kam von der Opernstraße her die B 2 hinzu. Gebündelt verliefen die drei Fernstraßen auf der engen Richard-Wagner-Straße bis zur Dürschnitz, wo sich unmittelbar westlich des Bahnübergangs über die Gleise der Strecken nach Schnabelwaid und Weiden die B 22 von den beiden anderen trennte.
Eine Verkehrszählung des Jahres 1960 identifizierte zwar nur 6 % des örtlichen Autoverkehrs als Durchgangsverkehr. Um die Innenstadt zu entlasten, sah das städtische Bauamt dennoch bereits in den 1950er Jahren nördliche und südliche Umfahrungen des bebauten Gebiets vor. In den 1960er Jahren wurde versucht, den Durchgangsverkehr der B 22 über die Bismarckstraße, Rathenaustraße, Moritzhöfen, Friedrichstraße, Balthasar-Neumann-Straße, Jean-Paul-Straße und Cosima-Wagner-Straße umzulenken. Diese verwinkelte Verkehrsführung über die historische Sendelbachbrücke in Moritzhöfen erwies sich jedoch als wenig geeignet.
Zwischen 1950 und 1965 hatte sich die Zahl der Kraftfahrzeuge in Bayreuth von 2400 auf 19.000 verachtfacht. 1964 wurde ein Generalverkehrsplan, den das Ingenieurbüro Hellmut Schubert in Hannover ausgearbeitet hatte, vorgelegt und beschlossen. Schwerpunkt der Vorschläge und Ziele war der Autoverkehr. Der Plan beinhaltete den Bau einer vierspurigen Ringstraße um die Innenstadt, des sog. Stadtkernrings, dessen südwestliches Element der spätere Wittelsbacherring war.

## Geschichte und Beschreibung

Ludwigsbrücke über den Roten Main, dahinter die Gustav-von-Meyer-Straße (um 1908)

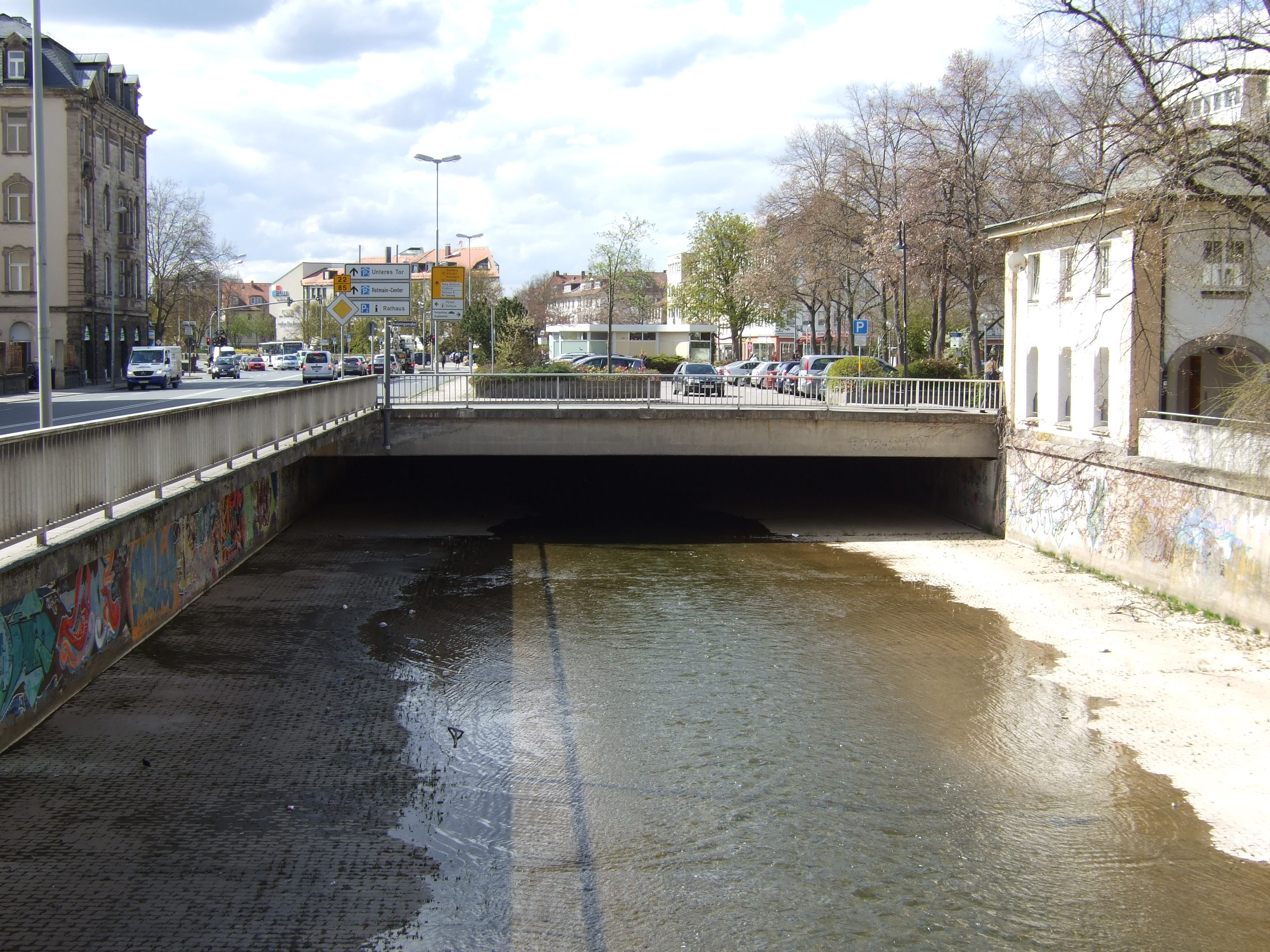
Links die ehemalige Gustav-von-Meyer-Straße und das erhaltene Haus Luitpoldplatz 22, Deckelung des Roten Mains, Blickrichtung Annecyplatz

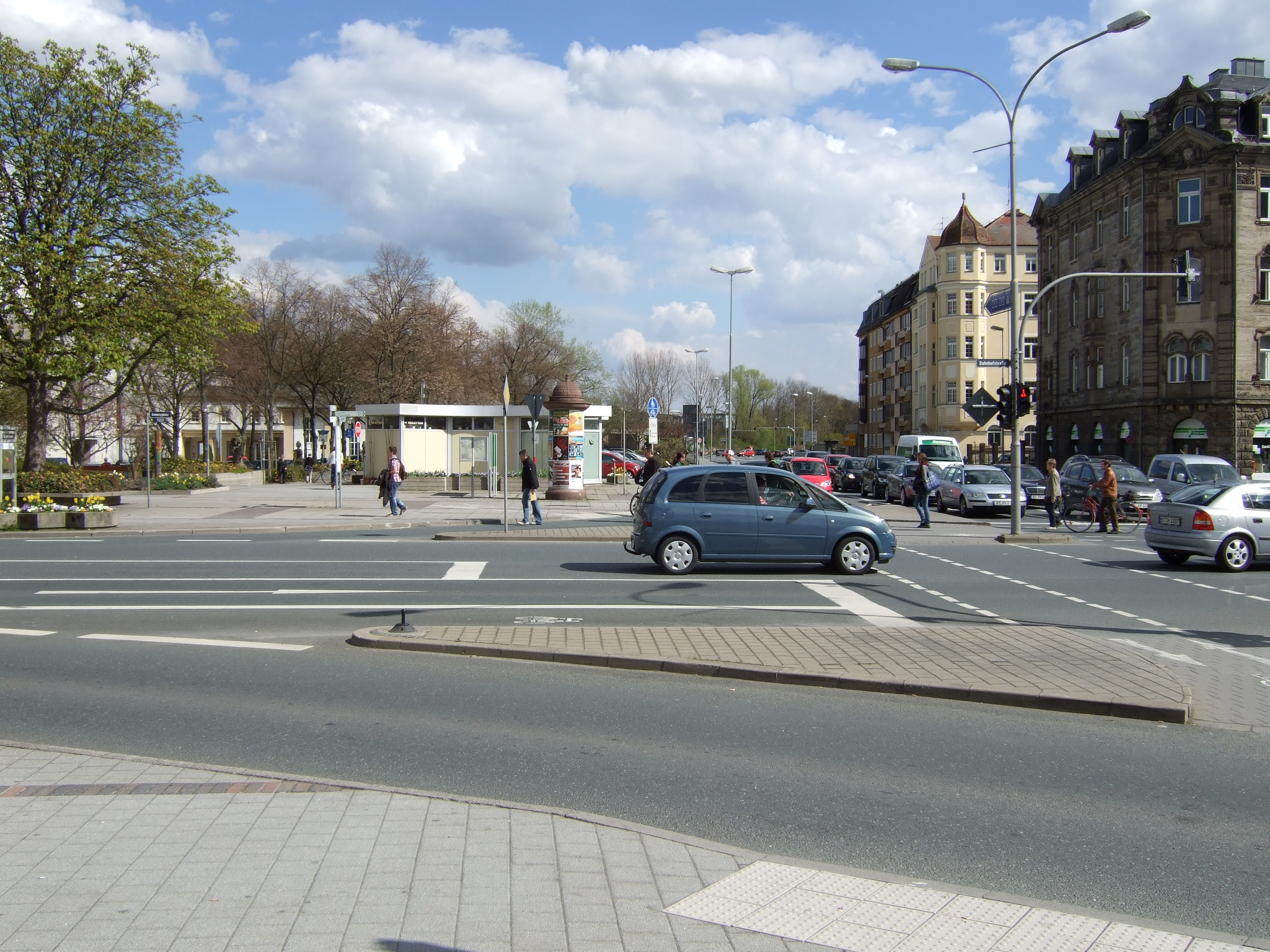
Kreuzung mit dem Straßenzug Bahnhofstraße–Luitpoldplatz (von links nach rechts) am Annecyplatz

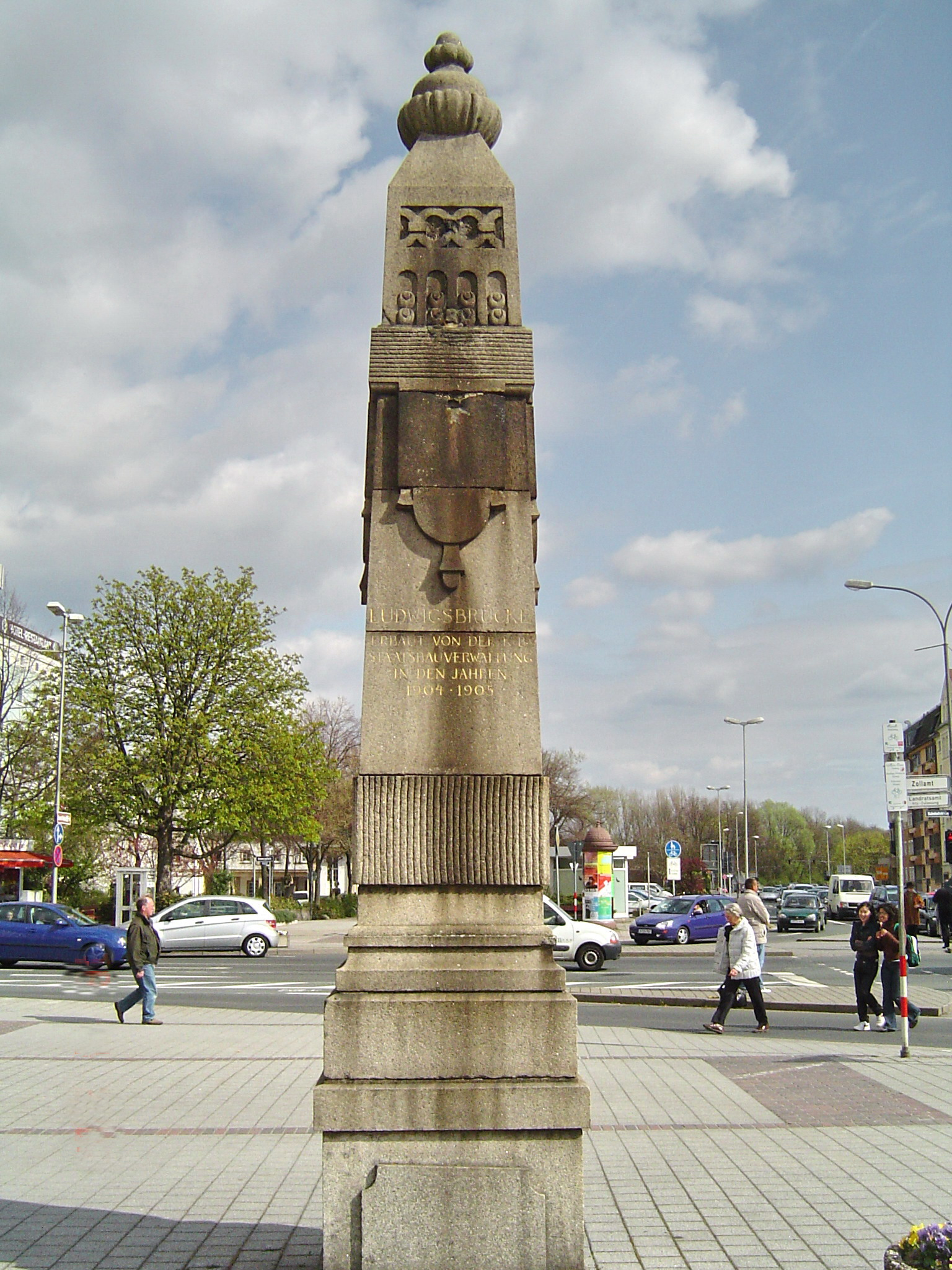
Obelisk der ehemaligen Ludwigsbrücke auf dem gedeckelten Roten Main

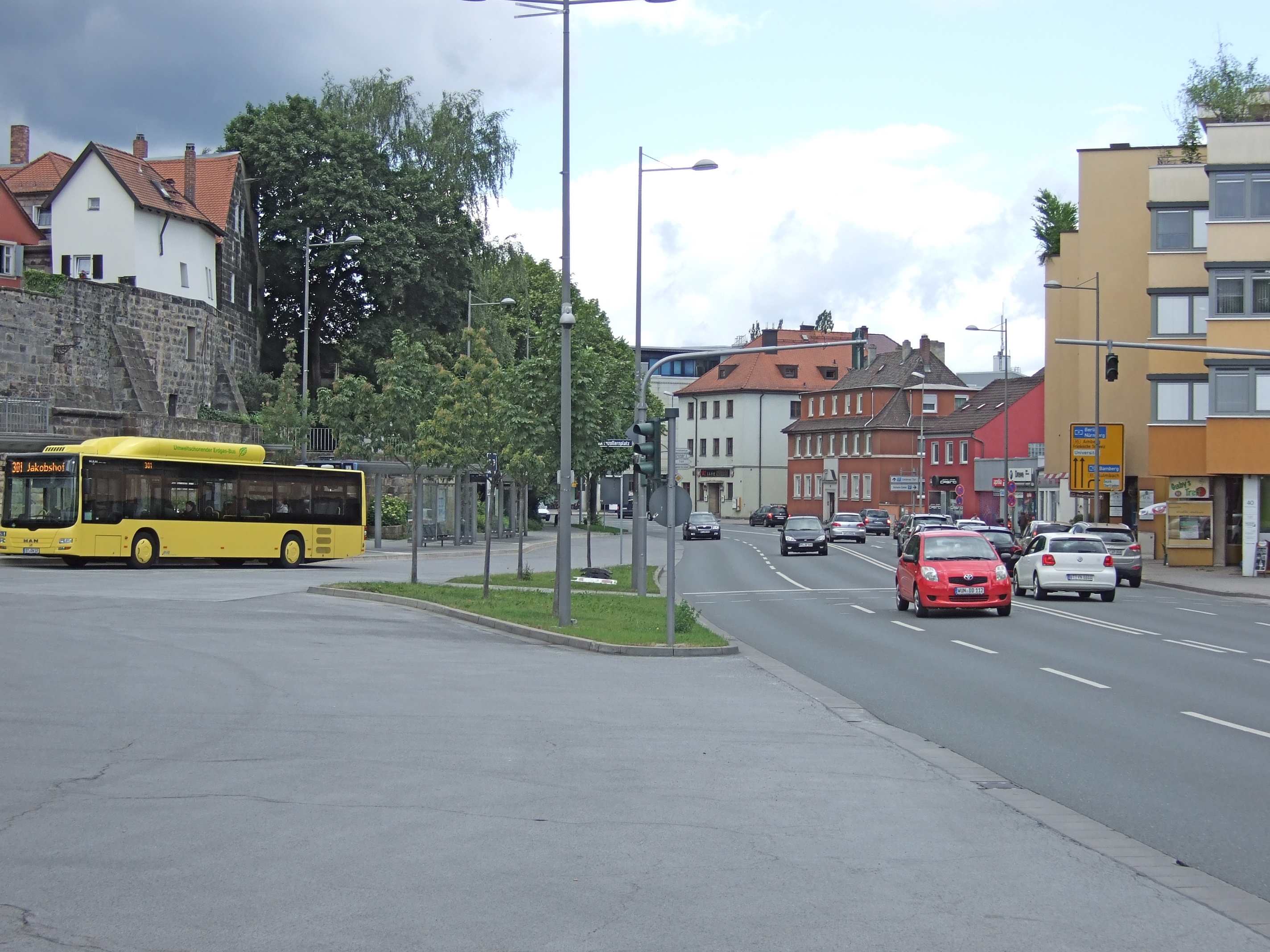
Hohenzollernring am Hohenzollernplatz mit freigelegten Resten der Stadtmauer

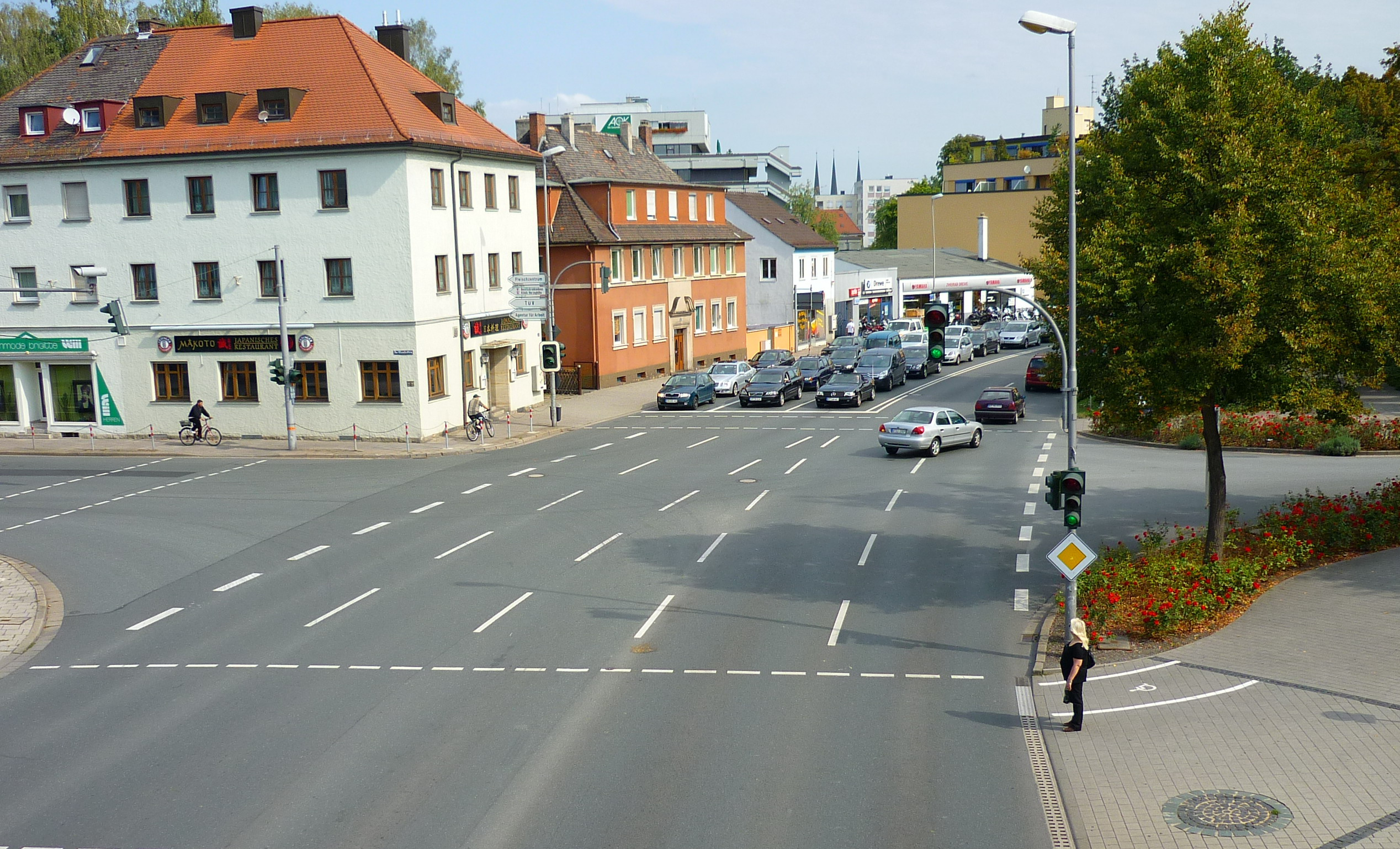
Kreuzung mit dem Straßenzug Am Mainflecklein–Am Mühltürlein (von links nach rechts)

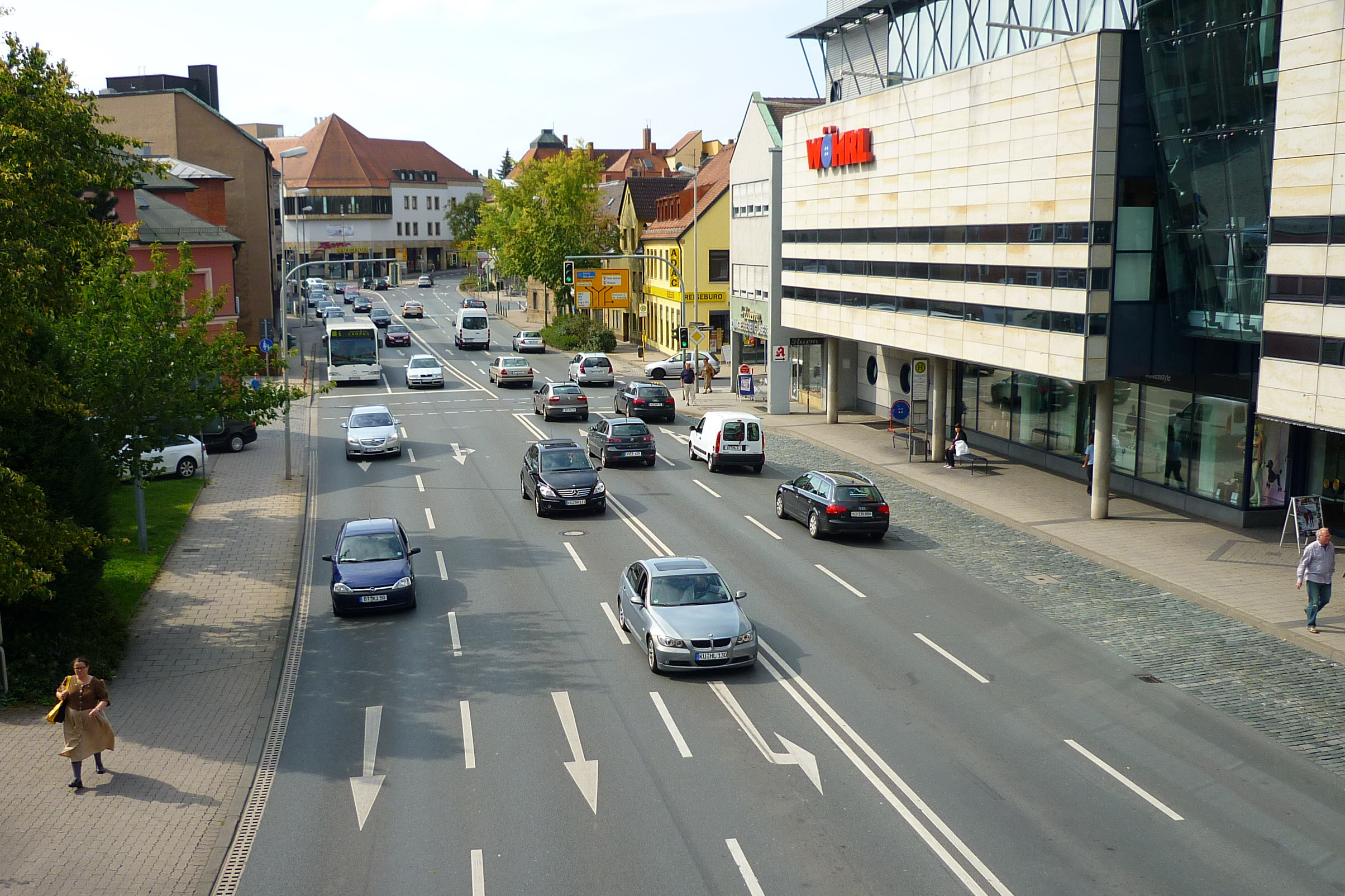
Hohenzollernring am Rotmain-Center (rechts), Blickrichtung Wittelsbacherring und Erlanger Straße

Der durchgehend vierstreifig angelegte Hohenzollernring beginnt an der Dürschnitz am östlichen Rand der Innenstadt als Fortsetzung der Cosima-Wagner-Straße an deren Einmündung in die Richard-Wagner-Straße. Er endet am Abzweig der Erlanger Straße in der Südwestlichen Innenstadt und findet dort seine Fortsetzung im Wittelsbacherring.
Der Bau des Hohenzollernrings brachte massive Zerstörungen des gewachsenen Stadtbilds mit sich. Lediglich auf den ersten 800 m bis zum Josephsplatz konnte er, entlang der gemeinsamen Trasse der Fichtelgebirgs- und der Ostbahn, auf weitgehend unbebautem Gelände angelegt werden. Zwischen seinem Beginn und der Kreuzung mit der Wieland-Wagner-Straße überwindet er auf einer Länge von 130 m einen Höhenunterschied von 7,7 m; Im weiteren Verlauf weist er keine Steigungen mehr auf. Zwischen der Wieland-Wagner-Straße und dem Josephsplatz wurde im Juli 1968 ein erster Abschnitt des Hohenzollernrings freigegeben. Am Josephsplatz mündet die ebenfalls vierstreifige Albrecht-Dürer-Straße, als Bundesstraße 2 eine bedeutende Ausfallstraße nach Norden.
Jenseits des Josephsplatzes war der Bau des Hohenzollernrings mit starken Eingriffen in das Stadtbild verbunden. Im Verlauf der Gustav-von-Meyer-Straße wurden die Alleebäume gefällt, der Straßenraum ragt nun in das Bett des kanalisierten Roten Mains hinein; der an den Ehrenbürger Gustav von Meyer erinnernde Straßenname wurde ersatzlos getilgt. Im weiteren Verlauf wurde das Flussbett auf einer Länge von 180 m vollständig gedeckelt, um eine große Straßenkreuzung und Parkplätze anzulegen. Diese Maßnahme hatte der Stadtrat Ende November 1977 einstimmig beschlossen. Das Eckhaus Luitpoldplatz 22, eines der wenigen der sog. Wölfelsbauten, das die Bombardierungen des Zweiten Weltkriegs überstanden hatte, konnte indes erhalten werden. Dafür wurde die Ludwigsbrücke abgebrochen, eine in den Jahren 1904/05 errichtete Querung des Flussbetts im Zuge des kreuzenden Straßenzugs Luitpoldplatz–Bahnhofstraße. Am 5. Dezember 1968 hatte letztmals ein Auto die Brücke passiert. An der heute als Annecyplatz bezeichneten Stelle erinnert einer der vormals vier die Brücke zierenden Obelisken an jene.
Zwischen dem Annecyplatz und dem Hohenzollernplatz folgt der Hohenzollernring weiter dem Lauf des kanalisierten Roten Mains. Linker Hand lag der ehemalige Kolpingplatz (vor 1947: Altbachplatz), für dessen Beseitigung vor allem der Bau des Neuen Rathauses verantwortlich war. Für den Abzweig der Schulstraße wurde über den Fluss eine neue, in einem günstigeren Winkel abgehende Brücke angelegt. Der Hohenzollernplatz an der Einmündung der Kanalstraße entstand erst Mitte der 2000er Jahre und ist der Verlegung der 2007 dorthin verlagerten Zentralen Omnibushaltstelle (ZOH) zu verdanken. Dort, am Anfang der ehemaligen Straße Graben, begann der Kahlschlag historischer Gebäude zugunsten des Autoverkehrs.
Namengebend für die einst rund 360 m lange Straße Graben war der 1723 aufgefüllte Stadtgraben, dessen Verlauf sie folgte. Im 18. Jahrhundert waren die Bezeichnungen Steingraben und Unterer Graben geläufig, der Name Graben setzte sich im 19. Jahrhundert durch. Bis auf wenige Gebäude fielen die meisten Häuser des Grabens dem Bau des Hohenzollernrings zum Opfer. Im Bereich vor der Kreuzung mit dem Straßenzug Am Mühltürlein – Am Mainflecklein steht stadtseitig keines davon mehr; immerhin wurde durch deren Abbruch ein kurzer Abschnitt der Stadtmauer freigelegt. Auch jenseits dieser Kreuzung verschwand die stadtseitige Bebauung des Grabens. Mitte Juni 1973 wurde der Abschnitt von Am Mühltürlein bis zur Kulmbacher Straße für den Verkehr freigegeben.
Neueren Datums ist rechter Hand das Einkaufszentrum Rotmain-Center auf dem Gelände des 1995 abgebrochenen alten Schlachthofs. Es ist durch eine über den Hohenzollernring querende Fußgängerbrücke mit der Innenstadt verbunden. Von den folgenden Gebäuden stehen nur noch die Häuser Graben 3, 5 und 7 (heute Hohenzollernring 70, 68 und 66).
Gänzlich abgebrochen wurde das historische Ensemble zwischen dem Graben, der Erlanger und der Kulmbacher Straße mit dem markanten Haus Erlanger Straße 6 („Schoberths-Eck“), einem der wenigen Häuser der Stadt mit sichtbarem Fachwerk.
In unmittelbarem Zusammenhang mit dem Bau des Hohenzollernrings wurden in diesem Bereich abgebrochen:
- Erlanger Straße 2
- Erlanger Straße 4
- 1974 Erlanger Straße 6, zwei- und dreigeschossiges Fachwerkhaus, zuletzt Gaststätte Schoberth („Eck-Schoberth“)
- Erlanger Straße 8 und 10, dreigeschossiger Sandsteinquaderbau, zuletzt Färberei Wachl und Drogerie Eysser
- 1972 Graben 1, zweigeschossiger Sandsteinquaderbau mit Zwerchhaus und Jahreszahl 1609, zuletzt Zinngießerei Sturm
- 1969 Graben 2, dreigeschossiger Sandsteinquaderbau, 1727 erstmals erwähnt, zuletzt Installationsgeschäft Küffner
- 1973 Graben 4, zweigeschossiges Gebäude, zuletzt Heißmangel
- 1968 Graben 6 mit Hinterhaus, zuletzt Firma Betten-Mayer und Eisdiele
- 1970 Graben 11, zweigeschossiges Gebäude
- 1970 Graben 13, dreigeschossiges Haus, zuletzt Lebensmittelgeschäft
- 1970 Graben 15, dreigeschossiges Gebäude „Seelhaus“ mit Garten, zuletzt Altenwohnheim
- ca. 1971 Graben 18, zweigeschossiges Haus, zuletzt Metzgereigenossenschaft und Häuteverwertung
- 1970 Graben 20, zweigeschossiger Ziegelsteinbau aus dem Jahr 1900, südöstliches Eckhaus an der Straße Am Mühltürlein mit Erker und Mittelrisalit, zuletzt Gasthof zum Schlachthof
- 1969 Graben 22 und Mühltürlein 4, giebelständiges zweigeschossiges Eckhaus in Sandsteinbauweise, zuletzt technischer Industriebedarf Fa. Schießl
- 1968 Graben 24, zweigeschossiger Sandsteinquaderbau mit hölzernem Giebel, 1735 schriftlich erwähnt
- 1970 Graben 26, eingeschossiger Neubau nach 1932, zuletzt Ladengebäude Fa. Schwankl
- 1967/68 Graben 28, eingeschossiger, giebelständiger Sandsteinquaderbau mit Krüppelwalmdach, 1645 erstmals urkundlich erwähnt, Rohproduktenhandlung Raps („Lumpen-Raps“), zuletzt Lager der Flaschnerei Nützel
- 1973 Graben 29, zweigeschossiger Sandsteinquaderbau, Neubau als Hohenzollernring 42
- 1972 Graben 31, zweigeschossig, Neubau als Hohenzollernring 40
- 1970 Kanalstraße 21, vormals Fa. Bayerlein, zuletzt Kolonnenheim des Roten Kreuzes
- 1974 Kulmbacher Straße 1, zweigeschossiges Sandsteinhaus, erbaut 1743
- 1974 Kulmbacher Straße 2, zweigeschossiger Sandsteinquaderbau mit aufgesetztem drittem Geschoss, 1514 erstmals urkundlich erwähnt, zuletzt Drogerie Fischer
- 1969 Maximilianstraße 84, (Eckhaus zur Straße Graben), dreigeschossiger Sandsteinquaderbau, zuletzt Installationsgeschäft Küffner

Des Weiteren verschwanden am heutigen Hohenzollernring:
- 1977 Graben 9, zweigeschossiges Haus in Sandsteinbauweise, zuletzt Mehl- und Futtermittelhandlung Heim, Neubau als Hohenzollernring 64
- 1964 Kanalstraße 23, hohes Fabrikgebäude in Ziegelbauweise, Bürstenfabrik Anger & Vogel

Verluste im Stadtbild durch den Bau des Stadtkernrings, dessen Fortführung von keiner Seite ernsthaft in Frage gestellt wurde, wurden als Verkehrsopfer betrachtet, die im höheren Interesse gebracht werden müssten. Die Baumaßnahmen wurden seitens des Bundes mit beträchtlichen Zuschüssen aus der Mineralölsteuer gefördert.
Der Hohenzollernring hat seine Fortsetzung im Wittelsbacherring, für dessen Bau die einst dort beginnende Wolfsgasse weichen musste. An dieser Stelle geht nach rechts die Erlanger Straße ab, die als zweistreifige Einbahnstraße die Hauptausfallstraße in das westliche Umland darstellt. Die in diesem Bereich von Westen mündende Kulmbacher Straße hat nur noch innerstädtische Bedeutung; die gegenüber abgehende untere Maximilianstraße ist heute Teil der zentralen Fußgängerzone und durch eine unter dem Hohenzollernring angelegte Fußgängerpassage mit der gegenüberliegenden Straßenseite verbunden.